# Hospitium
 (avril 2024).
Si vous disposez d'ouvrages ou d'articles de référence ou si vous connaissez des sites web de qualité traitant du thème abordé ici, merci de compléter l'article en donnant les références utiles à sa vérifiabilité et en les liant à la section « Notes et références ».
Hospitium (Gr. Ξενία, Xenia, προξενία) est l'ancienne conception de l'hospitalité gréco-romaine comme un droit divin de l'invité et un devoir divin de l'hôte. Des coutumes à peu près équivalentes sont également connues dans d'autres cultures, mais pas toujours par ce nom. Chez les Grecs et les Romains, l'hospitalité était double : privée et publique.

## Hospitalité privée
À l'époque d'Homère, tous les étrangers, sans exception, étaient considérés sous la protection de Zeus, dieu des étrangers et des mendiants, et gardien de la cité ; ils avaient ainsi le droit à l'hospitalité. Dès son arrivée, l'inconnu était vêtu et diverti, et aucune enquête n'était faite quant à son nom ou à ses antécédents, jusqu'à ce que les devoirs de l'hospitalité eussent été remplis. Lorsque l'invité se séparait de son hôte, des cadeaux (ξένια) lui étaient souvent offerts, et parfois un os de vertèbre (ἀστράγαλος) était rompu entre eux. Chacun en récupérait une partie. Un lien familial était alors créé, et l'os cassé devenait un symbole de reconnaissance; par conséquent, les membres de chaque famille pouvaient trouver en l'autre un hôte ou un protecteur en cas de besoin.
La violation par l'hôte des devoirs de l'hospitalité était susceptible de provoquer la colère des dieux ; mais il ne semble pas que quoi que ce soit au-delà de cette sanction religieuse existât pour protéger les droits d'un voyageur. Des coutumes analogues existaient chez les Romains, pour qui l'hospitalité privée était plus précisément et légalement définie que chez les Grecs, et pour qui le lien entre un hôte et son invité était presque aussi fort que celui entre un patron et son client. C'était un contrat, conclu par la promesse mutuelle, l'entrelacement des mains, et l'échange d'un accord par écrit (tabula hospitalis) ou d'un jeton (tessera ou symbolum), et qui était rendu héréditaire par la nature de la tessera. Les avantages ainsi obtenus par l'invité étaient le droit à l'hospitalité lors de ses déplacements et, surtout, la protection de son hôte (qui agit alors comme son tuteur et représentant) au sein d'une cour de justice. Le contrat était sacré et inviolable, entrepris au nom de Jupiter Hospitalis, et ne pouvait être dissout que par un acte officiel.

## Hospitalité publique
Cette relation privée s'est développée en une coutume, selon laquelle un État nommait un proxène (πρόξενος - proxenos) parmi les citoyens d'un État étranger. Le proxène avait alors pour mission de protéger les citoyens de l'État qui l'avait nommé, lorsque ceux-ci voyageaient ou venaient résider au sein de son propre État.
Parfois, des citoyens se portaient volontaires pour exercer ces fonctions au nom d'un autre État, s'appelant alors etheloproxenos (ἐθελοπρόξενος). Le proxène est généralement comparé au consul moderne. Ses fonctions étaient de permettre l'hospitalité aux étrangers de l'État dont il est proxène, de servir de relai à ses ambassadeurs, de leur procurer l'admission à l'assemblée et des sièges au théâtre, et de manière générale de veiller aux intérêts commerciaux et politiques de l'État qui l'a nommé.
Dans de nombreux cas ce poste fut héréditaire; par exemple de nombreux membres de la famille de Callias à Athènes ont été proxènes des Spartiates. 
Des mentions de ce métier ont été trouvées dans une inscription corcyrienne datant probablement du VIIe siècle av. J.-C., et il devint de plus en plus fréquent et important au long de l'histoire grecque. Il n'y a aucune preuve qu'une rémunération fût accordée pour les proxènes, alors que les dépenses associées à leurs tâches devaient être très importantes, de même que les difficultés du poste. Il est probable que les honneurs qui l'accompagnaient devaient être une récompense suffisante. Parmi eux, il y a le respect et l'estime gagnés par le proxène, mais aussi d'autres d'honneurs plus substantiels accordés par décret par l'État représenté, comme une exonération de taxe ou de charge publique, un droit à acquérir une propriété dans l'Attique, l'admission au Sénat ou aux assemblées publiques, et peut-être même la pleine citoyenneté.
Le principe d'hospitalité publique semble également avoir existé chez les Romains; mais les particularités de leur histoire l'ont empêché de devenir aussi important qu'en Grèce. Un cas d'hospitalité entre deux villes a cependant été établi entre Rome et Caere, selon Tite-Live, et des villes se sont également mises en position de clientèle envers des Romains distingués, qui devenaient alors leur tuteur. Les étrangers ont souvent obtenu de la part du Sénat le droit à l'hospitalité publique jusqu'à la fin de la République. Les hospes (les bénéficiaires de l'hospitalité) avaient le droit au divertissement, payé par l'argent public, bénéficiaient d'entrées pour les sacrifices et les jeux, avaient le droit d'acheter et de vendre de leur propre chef, et d'intenter une action en justice sans l'intervention d'un tuteur romain.

## Hospices médiévaux

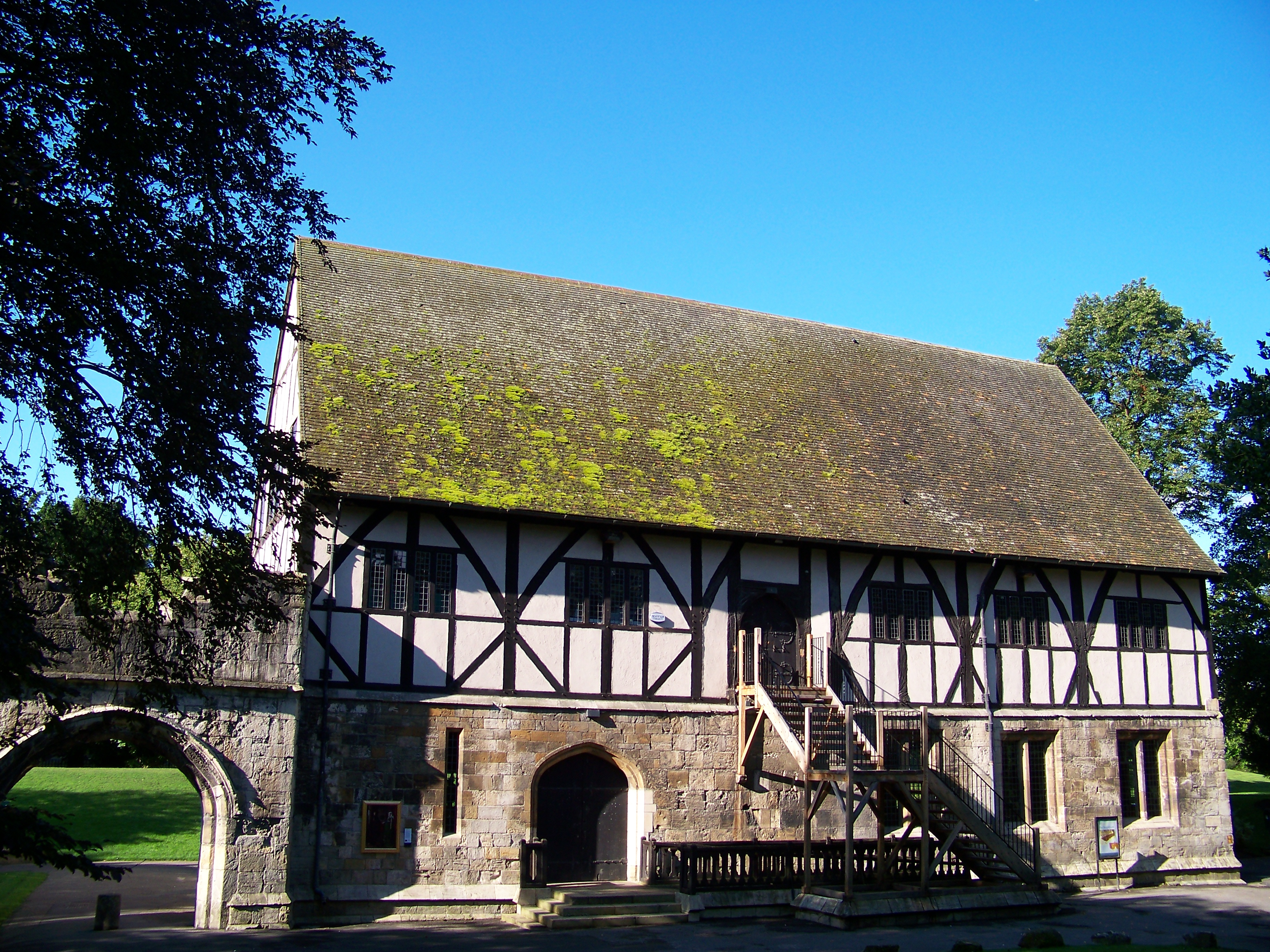
L'ancien Hospitium de l'abbaye de Sainte-Marie, York, Angleterre

Au Moyen Âge, le terme a été étendu, à travers l'Europe, pour se référer à un ou plusieurs bâtiments attachés à un monastère, où les pèlerins et d'autres personnes de bas rang social pouvaient trouver l'hospitalité. Des dortoirs étaient accommodés pour leur hébergement.